# Acireale
Acireale (sicilianske: Jaciriali, ofte forkortet til Jaci eller Aci) er en kystby og kommune i den nordøstlige del af provinsen Catania, Sicilien, Italien, ved foden af Mount Etna, på kysten af det Ioniske Hav, og kilder med mineralvand. Det er et stift, der er berømt for sine kirker, herunder den neo-gotiske St. Peter's Basilica, St. Sebastian Basilika i den sicilianske barok stil, og Acireale Cathedral fra det 17. århundrede , og der er et seminarium, for uddannelse af præster. Acireale er også kendt for sine malerier: den ældste akademi i Sicilien, "Accademia dei Dafnici e degli Zelanti", findes her.

## Historie
Ifølge traditionen spores byens oprindelse tilbage til Xiphonia, en mystisk græske by nu helt forsvundet. I romertiden eksisterede her en anden græsk by, Akis, som deltog i de puniske krige. I Ovids Metamorphoses, er der en stor kærlighed mellem Acis, ånden i Acis River, og Galatea hav-nymfe. Acis River er det lille vandløb Fiume di Jaci, som løber forbi Acireale (det gamle Akis eller Acium).
I middelalderen udvidedes byen omkring slottet (nu en del af Aci Castello), kendt som Jachium under byzantinerne, som Al-Yāj (الياج) under araberne og senere som Aquilia. I 1169 ramte et enorm jordskælvbyen, og spredte en stor del af befolkningen i retning af fastlandet, fordelt mellem de mange bydele af Aci. En anden Aquilia blev grundlagt i slutningen af det 14. århundrede længere mod nord, og skabte kernen i den moderne storby. Den eneste rest af den middelalderlige Aquilia Nova ("New Aquilia") er den gotiske-Lombard stil portal af katedralen.